# Давид (город)
Дави́д (исп. San José de David) — город, расположенный на западе Панамы. Основан в 1602 году. Административный центр провинции Чирики. Население 124 500 человек. Через город проходит Панамериканское шоссе.

## Экономика
Давид является третьим по величине городом Панамы. Это - один из наиболее индустриализированных городов в стране и является центром производства тяжелой промышленности, коммуникаций и высокой технологий. Через город ведется активная торговля с соседней Коста-Рикой и другими странами Центральной Америки. Город связан с остальной частью страны панамериканским шоссе. Имеется международный аэропорт. Хорошо развит туризм.

## Местоположение и география
Давид расположен на прибрежной равнине в центральной части провинции Чирики между тихоокеанским побережьем и горами Кордильер. Через город проходит река Давид впадающая в Чирики. К северу от города, в 40 км, находится бездействующий вулкан Бару, являющийся также самой высокой горой в Панаме.  В восточной части залива Чирики Тихого океана находится остров Койба на котором расположен Национальный морской парк. В 30 км к западу от города проходит граница с Коста-Рикой. От столицы Панамы до Давида 434 км.

## Внутреннее расположение
Плотность населения Давида довольно низка, большинство семей, живет в отдельных одноэтажных домах. Большинство районов в городе, включая центральный, деловой район представлены несколькими высотными зданиями. Лишь несколько гостиниц, банков, казино, и жилых домов достигают высоты двух-пяти этажей. Наиболее престижные районы располагаются в северной и северо-западной стороне города. Там же располагается коммерческий центр города. Поскольку провинция Чирики продолжает приобретать популярность у туристов, в городе продолжает развиваться туристическая инфраструктура.

## Изображения
- Продуктовый магазин
- На одной из улиц Давида
- Панамериканское шоссе